# Homebase

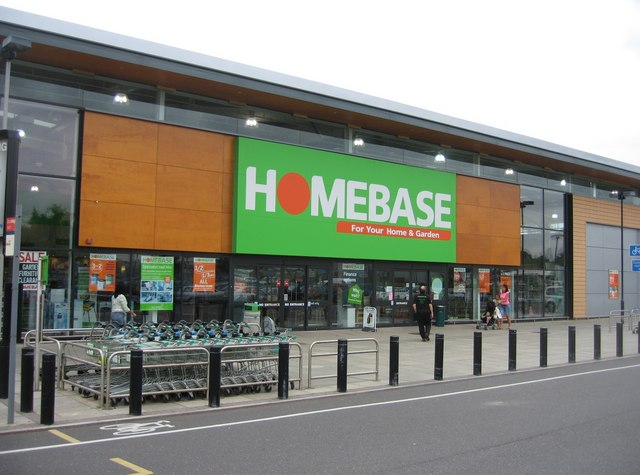
Sklep Homebase w Cambridge

Homebase Ltd. – brytyjska sieć sklepów remontowo-budowlanych (tzw. DIY – zrób to sam) należąca do koncernu Wesfarmers. Siedziba przedsiębiorstwa mieści się w Milton Keynes, w Anglii.
Przedsiębiorstwo powstało w 1979 roku jako wspólne przedsięwzięcie brytyjskiej sieci handlowej Sainsbury’s oraz belgijskiej GB-Inno-BM. Pierwszy sklep otwarty został 3 kwietnia 1981 roku na terenie londyńskiej dzielnicy Croydon. W 2000 roku sieć Homebase została sprzedana, a w 2002 roku stała się własnością spółki GUS. Od 2006 roku była częścią Home Retail Group, do którego należała także m.in. sieć Argos. 27 lutego 2016 Homebase został zakupiony przez australijski konglomerat Wesfarmers za kwotę 340 mln GBP.
W 2011 roku sieć liczyła ponad 340 sklepów na terenie Wielkiej Brytanii i Irlandii.